# ライリー郡 (カンザス州)
ライリー郡（英: Riley County）は、アメリカ合衆国カンザス州の北東部に位置する郡である。2010年国勢調査での人口は71,115人であり、2000年の62,843人から13.2%増加した。郡庁所在地はマンハッタン市（人口52,281人）であり、同郡で人口最大の都市でもある。ライリー郡は、ポタワトミー郡、ギアリー郡と共に、マンハッタン大都市圏を構成している。2009年推計の都市圏人口は123,086人である。
ライリー郡には、カンザス州でも最大級の雇用主であるライリー砦とカンザス州立大学がある。現在と過去の住人の中には元州知事のジョン・W・カーリン、グレン・エジャートン将軍および鉱山経営で百万長者になったホレス・A・W・テイバーがいる。

## 歴史
ライリー郡は、米墨戦争時の将軍ベネット・ライリーに因んで名付けられており、カンザス準州創設時の1855年8月に準州議会が創設した当初の33郡の中にあった。組織化のために、ギアリー郡と、ライリー郡より西側の全ての土地が付加され、準州を横切って現在のコロラド州境まで伸びていた。
カンザス準州の最初の州都は郡内のポーニーに置かれた。この地は現在アメリカ陸軍ライリー砦の中に入っている。
現在の郡庁所在地マンハッタンは議論の中で選定された。1857年遅くに郡庁所在地を選ぶ投票が行われ、オグデン市が優勢だった。しかし、マンハッタンが選挙違反を疑い、多くの票が違法に投ぜられたことを証明できた。保安官のデイビッド・A・バターフィールドが郡の書類や記録をマンハッタンに保管することを強制され、最終的に1858年にマンハッタンが公式の郡庁所在地になった。
1879年5月30日、アービング竜巻がライリー郡から起こった。この竜巻は藤田スケールF4であり、幅800ヤード (720 m)、長さ100マイル (160 km) の範囲に被害を及ぼした。死者18人、負傷者60人が記録された。
>

## 法と政府
ライリー郡はアルコールを禁じる、すなわち「ドライ」の郡だったが、1986年にカンザス州憲法が修正され、住民は投票で個人が嗜むアルコール飲料の販売を承認した。ただし、食料販売量の30%までという制限が付いた。この制限は2004年の住民投票で撤廃された。

## 地理
アメリカ合衆国国勢調査局に拠れば、郡域全面積は622.11平方マイル (1,611.3 km2)であり、このうち陸地は609.55平方マイル (1,578.7 km2)、水域は12.55平方マイル (32.5 km2)で水域率は2.02%である。

### 地形の特徴
郡の東側境界は以前にビッグブルー川が流れていた。この川に1960年代にダムが造られ、タトルクリーク湖が作られた。ライリー郡は州東部を走るフリントヒルズに位置している。

### 隣接する郡
- マーシャル郡 - 北東
- ポタワトミー郡 - 東
- ワボンシー郡 - 南東
- ギアリー郡 - 南
- クレイ郡 - 西
- ワシントン郡 - 北西

## 人口動態

2000人口ピラミッド

以下は2000年国勢調査による人口統計データである。
| 基礎データ - 人口: 62,843人 - 世帯数: 22,137 世帯 - 家族数: 12,263 家族 - 人口密度: 40人/km2（103人/mi2） - 住居数: 23,397軒 - 住居密度: 15軒/km2（38軒/mi2） 人種別人口構成 - 白人: 84.78% - アフリカン・アメリカン: 6.88% - ネイティブ・アメリカン: 0.63% - アジア人: 3.22% - 太平洋諸島系: 0.17% - その他の人種: 1.89% - 混血: 2.43% - ヒスパニック・ラテン系: 4.57% 年齢別人口構成 - 18歳未満: 18.8% - 18-24歳: 34.5% - 25-44歳: 25.9% - 45-64歳: 13.3% - 65歳以上: 7.5% - 年齢の中央値: 24歳 - 性比（女性100人あたり男性の人口） - 総人口: 114.3 - 18歳以上: 115.4 | 世帯と家族（対世帯数） - 18歳未満の子供がいる: 27.8% - 結婚・同居している夫婦: 46.2% - 未婚・離婚・死別女性が世帯主: 6.8% - 非家族世帯: 44.6% - 単身世帯: 27.5% - 65歳以上の老人1人暮らし: 6.1% - 平均構成人数 - 世帯: 2.42人 - 家族: 2.99人 収入と家計 - 収入の中央値 - 世帯: 32,042米ドル - 家族: 46,489米ドル - 性別 - 男性: 26,856米ドル - 女性: 23,835米ドル - 人口1人あたり収入: 16,349米ドル - 貧困線以下 - 対人口: 20.6% - 対家族数: 8.5% - 18歳未満: 11.2% - 65歳以上: 6.7% |

## 都市と町

### 法人化された都市
都市名の後の数字は2010年国勢調査での人口を示す。
- マンハッタン, 52,281 - 郡庁所在地
- オグデン, 2,087
- ライリー, 939
- レナードビル, 449
- ランドルフ, 163

## その他の町
- アッシュランド
- バラ
- キーツ
- ラシタ
- メイデイ
- ロッキーフォード
- ジーンデール

### 元あった街
下記の町は1950年代と1960年代に建設されたタトルクリーク湖の底に沈んだ。ランドルフも水中になったが、当初の場所から1マイル (1.6 km) 西に移された。
- クレバーン
- ガリソンクロス
- ストックデール

### ライリー砦
スモーキーヒル川とギアリー郡内のレパブリカン川が合流する地点の北にライリー砦があり、その面積は両郡併せて100,656エーカー (407 km2) ある。昼間人口は25,000人であり、下記2つの国勢調査指定地域に入っている。
- フォートライリーノース（ギアリー郡にも跨っている）
- フォートライリー・キャンプ・ホワイトサイド（ギアリー郡のみ）

### 郡区
ライリー郡は14の郡区に分けられている。マンハッタン市は「政治的に独立」とは見なされ、下記郡区の数字からは外されている。下表で「人口中心」は最大都市であり、特に大きな数字でなければ、郡区の人口に含まれるものである。

## 教育

### カレッジと大学
- カンザス州立大学
- マンハッタン・クリスチャン・カレッジ
- マンハッタン地域工科カレッジ

### 統一教育学区
- ライリー郡 USD 378
- マンハッタン・オグデン USD 383
  - マンハッタン高校
- ブルーバレー USD 384